# Hångstadviken
Hångstadviken är en sjö i Eda kommun i Värmland och ingår i Göta älvs huvudavrinningsområde. Sjön har en area på 0,38 kvadratkilometer och ligger 121,8 meter över havet. Sjön avvattnas av vattendraget Buåa.

## Delavrinningsområde
Hångstadviken ingår i det delavrinningsområde (664401-128542) som SMHI kallar för Mynnar i Askesjön. Medelhöjden är 162 meter över havet och ytan är 3,44 kvadratkilometer. Räknas de 3 avrinningsområdena uppströms in blir den ackumulerade arean 92,88 kvadratkilometer. Buåa som avvattnar avrinningsområdet har biflödesordning 3, vilket innebär att vattnet flödar genom totalt 3 vattendrag innan det når havet efter 345 kilometer. Avrinningsområdet består mestadels av skog (53 procent) och öppen mark (28 procent). Avrinningsområdet har 0,39 kvadratkilometer vattenytor vilket ger det en sjöprocent på 11,3 procent.